# Paremballonura
Paremballonura is een geslacht van zoogdieren uit de familie van de schedestaartvleermuizen (Emballonuridae). De wetenschappelijke naam van het geslacht werd in 2012 gepubliceerd door Goodman et al.

## Soorten
Er worden 2 soorten in dit geslacht geplaatst:
- Paremballonura atrata (Peters, 1874)
- Paremballonura tiavato (Goodman, Cardiff, Ranivo, A. L. Russell, & Yoder, 2006)